# Andrea Mangiante
Andrea Mangiante, född 1 juli 1976 i Chiavari, är en italiensk vattenpolospelare. Han ingick Italiens landslag vid olympiska sommarspelen 2008.
Mangiante spelade åtta matcher i herrarnas turnering i vattenpolo vid olympiska sommarspelen 2008 där Italien blev nia.
Mangiante ingick i det italienska laget som tog VM-silver 2003 i Barcelona.